# Dryopteris lobata
Dryopteris lobata là một loài dương xỉ trong họ Dryopteridaceae. Loài này được Schinz & Thell. mô tả khoa học đầu tiên năm 1915.
Danh pháp khoa học của loài này chưa được làm sáng tỏ. 